# Orazio Giaccio
Orazio Giaccio (Aversa, fine XVI secolo – Napoli, 1660) è stato un compositore italiano.
Fu corista alla Casa dell'Annunziata dal 1614 al 1632.
Nella prima parte della sua vita, Giaccio scrisse solo musica profana (Canzonette in aria spagnola e italiana, pubblicate a Napoli tra il 1613 e il 1618). Nel 1620 prese i voti, e tra il 1621 e il 1645 pubblicò esclusivamente musica sacra, tra cui inni, frottole e canzoni sacre.